# Stathmonotus gymnodermis
Stathmonotus gymnodermis är en fiskart som beskrevs av Springer, 1955. Stathmonotus gymnodermis ingår i släktet Stathmonotus och familjen Chaenopsidae. Inga underarter finns listade i Catalogue of Life.